# T Monocerotis
T Monocerotis (T Mon / HD 44990 / HR 2310) es el nombre de una estrella variable cefeida en la constelación de Monoceros, visualmente situada 2º al noroeste de ε Monocerotis. Junto con Eta Aquilae y X Sagittarii es una de las cefeidas consideradas fáciles de encontrar en el cielo nocturno.
Se encuentra a 1350 pársecs o 4400 años luz del sistema solar.
El brillo de T Monocerotis varía entre magnitud aparente +5,58 y +6,62 en un período de 27,0247 días. Este período ha ido aumentando con el tiempo, siendo antes del año 1900 de 27,0092 días. Su cambio en brillo va acompañado de un cambio en su tipo espectral, desde F7Iab a K1Iab.
T Monocerotis es una cefeida clásica, clase de variables integrada por estrellas pulsantes jóvenes de Población I, normalmente supergigantes con una luminosidad y tamaño considerablemente mayores que el Sol.
La temperatura efectiva de T Monocerotis es de aproximadamente 5200 K y su luminosidad es 4985 veces mayor que la luminosidad solar.
Su radio medio es 131 veces más grande que el del Sol, equivalente a 0,61 UA.
No obstante, debido a las pulsaciones que experimenta, la diferencia entre su radio máximo y mínimo es igual a 33 veces el radio solar.
Posee una masa aproximadamente siete veces mayor que la masa solar.
Presenta un contenido metálico más alto que el del Sol ([Fe/H] = +0,23). Todos los elementos evaluados, a excepción del manganeso, son «sobreabundantes» en relación con los niveles solares, destacando en este apartado el lantano, cuya abundancia relativa es 3,5 veces mayor.
El estudio del espectro ultravioleta en distintas fases del ciclo, obtenido con el International Ultraviolet Explorer, sugiere la existencia de una acompañante, una estrella de cerca de la secuencia principal de tipo espectral A0V y 10 000 K de temperatura efectiva.